# Palmiry

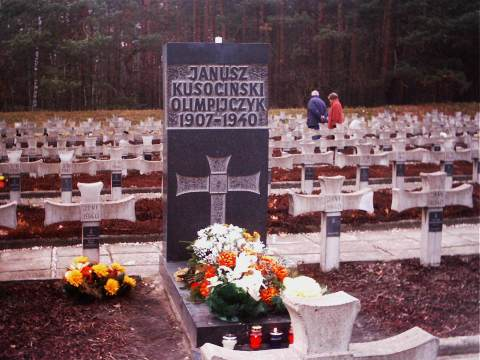
Lăng mộ của Janusz Kusociński

Palmiry ([palˈmirɨ]) là một ngôi làng thuộc khu hành chính của Gmina Czosnów,Nowy Dwór Mazowiecki, Masovian Voivodeship, ở miền đông trung Ba Lan. Nó nằm ở rìa của Rừng Kampinos, cách khoảng 4 kilômét (2 mi) về phía đông nam của Czosnów, 11 km (7 mi) về phía đông nam của Nowy Dwór Mazowiecki và 23 km (14 mi) về phía tây bắc Warsaw. Năm 2000, ngôi làng có dân số xấp xỉ 220 người.

## Hành quyết hàng loạt trong thời Đức chiếm đóng Ba Lan
Trong Chiến tranh thế giới thứ II, giữa năm 1939 và 1943, ngôi làng và khu rừng xung quanh là một trong những địa điểm hành quyết người Do Thái của Đức Quốc xã, trí thức, chính trị gia và vận động viên người Ba Lan, bị giết trong cuộc thảm sát thứ hai mang tên AB-Aktion của Đức ở Ba Lan. Hầu hết các nạn nhân đầu tiên bị bắt và tra tấn trong nhà tù Pawiak ở Warsaw, sau đó chuyển sang các trại hành quyết. Tổng cộng, khoảng 1.700 người Ba Lan đã bị sát hại tại đó trong các vụ hành quyết bí mật từ ngày 7 tháng 12 năm 1939 đến ngày 17 tháng 7 năm 1941.
Năm 1946, các thi thể được khai quật và cải táng tại một nghĩa trang mới, nằm cách ngôi làng khoảng 5 km. Địa điểm cải táng là lăng mộ quốc gia Ba Lan từ năm 1948.